# Torowanie
Torowanie, inaczej priming (z ang. to prime – poprzedzać, uprzedzać, przygotowywać) – zjawisko polegające na zwiększeniu prawdopodobieństwa wykorzystania określonej kategorii poznawczej w procesach percepcyjnych i myślowych wskutek wielokrotnej ekspozycji bodźca zaliczanego do tej kategorii, bądź bodźca semantycznie lub afektywnie powiązanego z tą kategorią. Zjawisko może zachodzić również przy braku świadomości postrzegania bodźca torującego (percepcja podprogowa) – nazywa się je wówczas torowaniem (lub prymowaniem) podprogowym.
Priming, również podprogowy, jest stosowany jako popularna technika manipulacji w laboratoryjnych eksperymentach z zakresu psychologii poznawczej. Zjawisko primingu wyjaśniane jest w ramach teorii sieci neuronowych.
Priming może być też zjawiskiem wykorzystywanym do tworzenia pożądanego nastroju, który może wpływać na sposób zapamiętywania, myślenia, formułowania ocen i wniosków oraz na zachowania interpersonalne. Wprowadzanie zatem publiczności przez mówcę w dobry nastrój poprzez tło może determinować w jaki sposób zostanie on odebrany. Pozytywny nastrój może implikować odbiorcy, że jest bezpieczny i może polegać na swojej wiedzy, zaś negatywny nastrój daje sygnał alarmowy i może być konieczne sprawdzanie podanych informacji oraz zaczerpnięcie z zewnętrznych źródeł.